# شبکه مرتب‌سازی

یک شبکه مرتب‌سازی ساده شامل چهار سیم و پنج اتصال دهنده

شبکه مرتب‌سازی یک مدل انتزاعی ریاضی شامل شبکه‌ای از سیم‌ها و واحدهای مقایسه‌کننده است که برای مرتب‌سازی رشته‌ای از اعداد از آن استفاده می‌شود. هر مقایسه‌کننده دو سیم را به هم متصل می‌کند و مقادیر را با قرار دادن مقدار کوچکتر به یکی از سیم‌ها و مقدار بزرگتر به سیم دیگر، مرتب می‌کند. اصلی‌ترین تفاوت میان شبکه مرتب‌سازی و الگوریتم مرتب‌سازی این است که ترتیب مقایسه‌ها بدون در نظر گرفتن نتیجه مقایسه‌های قبلی، از قبل مشخص شده‌است. استقلال میان ترتیب مقایسه‌ها برای اجرای موازی الگوریتم‌ها مفید خواهد بود. علی‌رغم سادگی مدل آن، تئوری مرتب‌سازی شبکه‌ای بسیار پیچیده و دارای مفاهیم عمیقی است.

## آشنایی مقدماتی
یک شبکه مرتب‌سازی شامل دو عنصر است، مقایسه‌کننده‌ها و سیم‌ها. هر سیم دارای یک مقدار می‌باشد، و هر مقایسه‌کننده دو سیم را به عنوان ورودی و خروجی می‌گیرد. زمانی که دو مقدار وارد مقایسه‌کننده می‌شود، مقایسه‌کننده مقدار کوچکتر را در سیم بالاتر، و مقدار بزرگتر را در سیم پایین قرار می‌دهد. به شبکه‌ای از سیم‌ها و مقایسه‌کننده‌ها که به‌طور صحیح تمام مقادیر ورودی را به صورت صعودی مرتب کنند یک شبکه مرتب‌سازی گفته می‌شود.
مراحل انجام یک مرتب‌سازی شبکه‌ای ساده در شکل زیر نشان داده شده‌است. فهم چگونگی صحیح عمل نمودن این شبکه مرتب‌سازی آسان است، این را مدنظر داشته باشید که مقایسه‌کننده‌ها مقدار بزرگ را به سیم پایین و مقدار کوچک را به سیم بالا منتقل می‌کنند؛ و در نهایت آخرین مقایسه‌کننده دو سیم میانی را مرتب می‌کند.

### شبکه‌های درجی و انتخابی
به راحتی می‌توان با استفاده از اصول درجی و انتخابی به صورت بازگشتی یک شبکه با اندازه دلخواه ایجاد کرد. با فرض این که یک شبکه مرتب‌سازی با اندازه n داریم، می‌توانیم با درج یک عدد اضافی به زیر شبکه مرتب شده (با استفاده از اصول مرتب‌سازی درجی)، یک شبکه مرتب‌سازی با اندازه n+۱ بسازیم. همین کار را می‌توانیم به شکل دیگری انجام دهیم، ابتدا کوچکترین مقدار ورودی‌ها را انتخاب می‌کنیم، سپس مقادیر باقی‌مانده را به صورت بازگشتی مرتب می‌کنیم (با استفاده از اصول مرتب‌سازی حبابی).
|  |  |

ساختار این دو مرتب‌سازی شبکه‌ای بسیار شبیه یکدیگر است، با نمایش هم‌زمان روند انجام مقایسه‌ها توسط مقایسه‌کننده‌ها عملاً می‌توان گفت که این دو یکی هستند.
|  |  |  |

### شبکه‌های کارآمد
شبکه درجی عمقی، به اندازه (O(n دارد، بنابراین استفاده از آن در عمل به صرفه نیست. شبکه‌های ساده‌ای وجود دارند با عمق O(log n)2 و اندازه O(n (log n)2)، مانند مرتب‌سازی ادغامی دسته‌ای فرد-زوج، مرتب‌سازی بایتونیک، و مرتب‌سازی صدفی. در عمل از این شبکه‌ها استفاده می‌شود.

### اصل صفر و یک
اثبات صحیح بودن بعضی از شبکه‌های مرتب‌سازی مثل شبکه مرتب‌سازی درجی و حبابی آسان است، اما همیشه این‌گونه نیست. برای یک شبکه n سیمه،n جایگشت از اعداد خواهیم داشت، و امتحان کردن تمام آن‌ها نیاز به زمان بسیار زیادی دارد، به خصوص در شبکه‌های بزرگتر. اما با استفاده از اصل صفر و یک تعداد دفعات امتحان به‌طور چشمگیری کاهش پیدا می‌کند.
اصل صفر و یک بیان می‌کند که یک شبکه مرتب‌سازی زمانی صحیح عمل کرده اگر بتواند رشته‌ای از صفرها و یک‌ها که تعدادشان {\displaystyle 2^{n}} است مرتب کند. با استفاده از این اصل می‌توان تعداد تست‌های لازم برای مشخص کردن صحیح بودن شبکه را به‌طور چشمگیری کاهش داد، و هم چنین در ساختن شبکه‌های مرتب‌سازی مختلف مؤثر خواهد بود.
روش اثبات آن یک حالت خاص از نظریه بوریسیوس است که در سال ۱۹۴۵ توسط بوریسیوس اثبات شد.

## مرتب‌سازی بهینه
کارایی یک شبکه مرتب‌سازی را می‌توان با استفاده از اندازه کل آن (تعداد مقایسه‌کننده‌های استفاده شده)، یا با استفاده از عمقش (حداکثر تعداد مقایسه‌کننده‌هایی که در مسیر یک ورودی به خروجی قرار دارند)، اندازه‌گیری کرد. بهترین شبکه مرتب‌سازی شناخته شده، شبکه AKS است که از حروف اول کاشفان آن، اجتا، کاملوس، و سمیردای گرفته شده‌است. این شبکه دارای عمق O(log n) و اندازه O(n log n) برای n ورودی است، که بهینه می‌باشد. نسخه ساده شده شبکه AKS توسط پترسن توصیف شده‌است. کشف این شبکه پیشرفت نظری بزرگی بود، اما در عمل نمی‌توان از آن استفاده کرد زیرا در O ضرایب خطی بزرگی پنهان هستند. این‌ها همه به خاطر ساخت یک گراف بسط دهنده است. یافتن شبکه مرتب‌سازی با اندازه cn log n برای cهای کوچک کماکان یکی از مسائل حل نشده و در حال بررسی است.
برای تعداد ورودی‌های بین ۱ و ۸، شبکه‌های مرتب‌سازی بهینه پیدا شده‌اند. هر کدام به ترتیب ۰،۱،۳،۵،۹،۱۲،۱۶، و ۱۹ مقایسه‌کننده دارند (نوث، سال ۱۹۹۷). عمق بهینه برای ده ورودی نیز محاسبه شده که به ترتیب ۰،۱،۳،۳،۵،۵،۶،۶،۷،۷ می‌باشند.